# Вампирши
«Вампи́рши» (англ. Vamps) — американский комедийный фильм ужасов 2012 года режиссёра и сценариста Эми Хекерлинг с Алисией Сильверстоун, Кристен Риттер и Сигурни Уивер в главных ролях. Премьера фильма в США состоялась 2 ноября 2012 года.

## Сюжет
Две сексуальные современные вампирши живут в своё удовольствие среди нью-йоркской ночной тусовки до тех пор, пока любовь не встречается на их пути и не ставит под угрозу их бессмертие.

## В ролях
| Актёр                | Роль                           |
| -------------------- | ------------------------------ |
| Алисия Сильверстоун  | Гуди                           |
| Кристен Риттер       | Стейси                         |
| Сигурни Уивер        | Цессерия                       |
| Дэн Стивенс          | Джоуи Ван Хельсинг             |
| Ричард Льюис         | Дэнни                          |
| Уоллес Шон           | доктор Ван Хельсинг отец Джоуи |
| Джастин Кёрк         | Вадим                          |
| Малкольм Макдауэлл   | Влад Тепиш                     |
| Мэрилу Хеннер        | Анджела                        |
| Кристен Джонстон     | миссис Ван Хельсинг мать Джоуи |
| Зак Орт              | Ренфилд                        |
| Ларри Уилмор         | профессор Куинси               |
| Мередит Скотт Линн   | Рита                           |
| Брайан Бэкер         | дантист                        |
| Тэйлор Негрон        | доставщик пиццы                |
| Амир Арисон          | Дерек                          |
| Гаэль Гарсиа Берналь | Диего Бардем                   |
| Иван Сергей          | детектив                       |